# Distretto di Geumjeong
Geumjeong (Hangŭl: 금정구; Hanja: 金井區) è un distretto di Busan. Ha una superficie di 65,19 km² e una popolazione di 264.880 abitanti al 2005.